# إبراهيم المصري (خطاط)
إبراهيم المصري (5 أبريل 1932م- 17 نوفمبر 2016م) خطاط مصري من مدينة الإسكندرية، وأستاذ الخط العربي بمدرسة محمد إبراهيم للخط العربي. وهو ابن شقيقة الخطاط الشهير محمد إبراهيم.

## حياته ودراسته
ولد في مدينة الإسكندرية لأسرة فنية، فخاله الكبير هو الخطاط المشهور محمد إبراهيم، وخاله الصغير هو الخطاط المشهور كامل إبراهيم. وقد تلقى مبادئ الخط العربي منذ الصغر قبل أن يلتحق بمدرسة تحسين الخطوط بالإسكندرية ويحصل على شهادة دبلوم الخط العربي عام 1947م وهو في سن الرابعة عشرة. بعد أن أنهى دراسته لفن الخط العربي التحق للعمل بشركة الترسانة البحرية التي ظل يعمل بها حتى بلوغه سن المعاش، بالإضافة إلى عمله مع خاله الفنان محمد إبراهيم. وتدريسه بمدرسة محمد إبراهيم للخط العربي.

## أعماله
برع الفنان إبراهيم المصري في تنفيذ الأعمال الخطية بخامة الذهب على الزجاج، وله العديد من اللوحات الفنية التي نفذها بهذه الطريقة بعضها بخطه، وبعضها بخط الأستاذين محمد إبراهيم وكامل إبراهيم. له الكثير من اللوحات الفنية والإعلانية المنتشرة في جميع أرجاء الإسكندرية، وتتميز أعماله بالحرفية العالية في تنفيذ اللوحات إلى جانب الدقة التي شهد بها الجميع. شارك في العديد من المعارض الجماعية أهمها معرض فن الخط العربي الأول بالقهرة بدار الأوبرا المصرية سنة 2000م، ومعرض فن الخط العربي الثاني بالإسكندرية سنة 2002م، بمتحف الفنون الجميلة كما تم اختياره لعضوية لجنة الفرز والاختيار في نفس المعرض، ومعرض الخط العربي بمكتبة الإسكندرية بمناسبة مؤتمر الإسكندرية مدينة الحضارات والثقافة سبتمبر 2003م، ومعرض الخط العربي بمكتبة الإسكندرية بمناسبة انعقاد مؤتمر الخطوط والكتابات سنة 2003م، بينالي الإسكندرية في دورته الثالثة والعشرين سنة 2005م، معرض جماليات الخط العربي بمناسبة انعقاد مؤتمر جماليات الخط العربي مايو 2006م، معرض الخط العربي بالمركز الثقافي المصري بباريس 2006، ومعرضه الشخصي باسم «إبراهيم المصري 60 عاماً مع الخط والذهب» بمكتبة طلعت حرب بالقاهرة. وقد قام مركز الخطوط بمكتبة الإسكندرية بالعمل على توثيق تراث الأستاذ إبراهيم المصري قبل وفاته بثلاثة سنوات تقريبا. فالفنان له مقتنيات ببعض الدول العربية والأجنبية مثل الإمارات وبلغاريا وانجلترا وألمانيا وعمان وتونس وأمريكا ولدى بعض الشخصيات العامة بمصر والخارج.

## وفاته وتراثه
توفى الأستاذ إبراهيم المصري في شهر نوفمبر عام 2016م بعد أن فاز بالعديد من الجوائز وحصد العديد من التكريمات، منها فوزه في المسابقة الدولية لفن الخط العربي في الخط الفارسي التي ينظمها مركز الأبحاث للتاريخ والفنون والثقافة الإسلامية "إرسيكا"، في دورته باسم «ياقوت المستعصمي» عام 1990 بتركيا، وأيضا فاز في خط الثلث في نفس المسابقة في دورتها عام 1994 باسم الفنان والخطاط الكبير سيد إبراهيم. تم تكريم الفنان إبراهيم المصري في مهرجان ومؤتمر الموسيقي العربية بدار الأوبرا في نوفمبر 2005، كما كرم من قطاع الفنون التشكيلية عام 2000.